# Alexis Engdahl
Edvin Alexis David Samuel Danielsson Engdahl, född 5 november 1848 i Kvistofta församling, Malmöhus län, död 22 december 1919, var en svensk präst.
Engdahl blev student vid Lunds universitet 1871 och avlade kyrkosångareexamen i Lund 1876. Han blev student vid Uppsala universitet 1881 och avlade teoretisk teologisk examen där 1892 och praktisk teologisk examen 1893 samt folkskollärarexamen samma år. 
Engdahl var redaktör för "Skånes kalender" (landsbygdsavdelningen) 1876–78 och innehavare av Virginska bokhandeln i Uppsala 1881–82. Han var e.o. reseamanuens vid Nordiska museet i Stockholm 1884–86 och kallades genom fullmakt till komminister i svenska Sankta Klara församling i Providence, USA, 1891, men tillträdde ej. Han blev komminister i Vagnhärads församling, Södermanlands län, 1903, i Sankt Olofs församling, Kristianstads län, 1914, och t.f. kyrkoherde i Hässlunda församling, Malmöhus län, 1915.
Engdahl utgav bland annat folksagor, folklivsskildringar och dikter.